# Peștera Zeicului

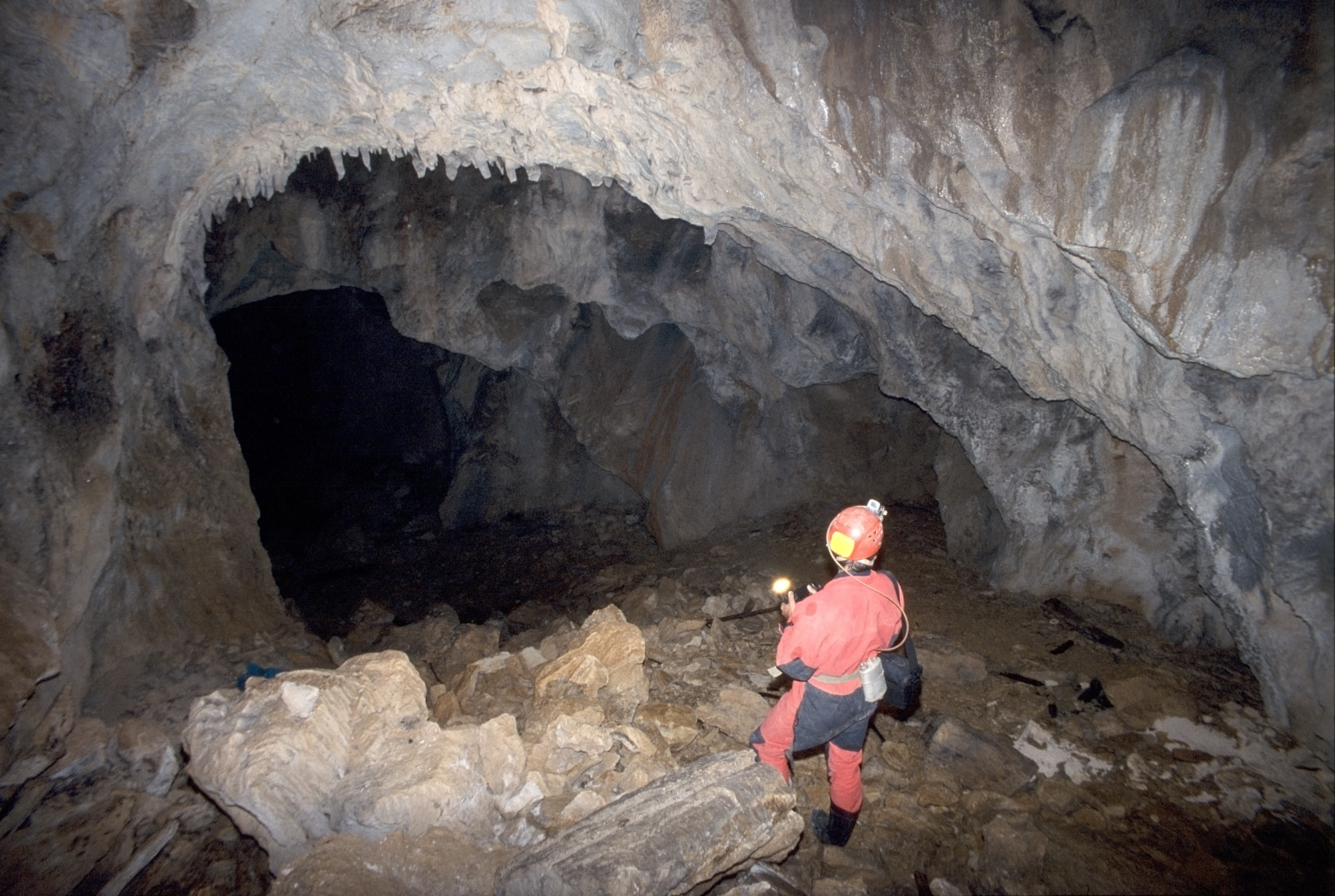
Inside of Zeicu cave, Retezat mnts, Romania

Peștera Zeicului se află în Munții Retezat, Județul Hunedoara, pe râul Jiul de Vest, în apropiere de localitatea Câmpu lui Neag, la altitudinea de 1260 m .
Peștera Zeicului, situată pe teritoriul Parcului National Retezat, a fost declarată rezervație naturală speologică de categoria a III-a   deoarece prezintă o mare varietate de formațiuni stalagmitice și un bogat material paleontologic. 
Peștera a fost inclusă în Legea nr. 5 din 6 martie 2000 privind aprobarea Planului de amenajare a teritoriului național - Secțiunea a III-a - zone protejate Publicat în Monitorul Oficial al României nr. 152 din 12 aprilie 2000, în Anexa Nr. I - Zone naturale protejate de interes național și monumente ale naturii, la nr. crt. 2.496, cu suprafața de 1 ha.

Peștera Zeicului era cunoscută în prima ei porțiune, de localnici, ca loc de adăpost pentru turme. Se spune că ea a slujit și ca ascunzătoare pentru haiducii lui Zeicu, fapt întărit prin descoperirea în peșteră a unor flinte ruginite.  După prima sală se află un horn, înalt de 12m, continuat cu o sală cu multe concrețiuni, în care sau găsit și urme de Ursus spelaeus (ursul de cavernă). Din această sală se deschide și gura unui puț cu o adâncime de 48 m, în care se află o stalactită de peste 12 m înălțime, una din cele mai mari din țară. 